# Christian F. Feest

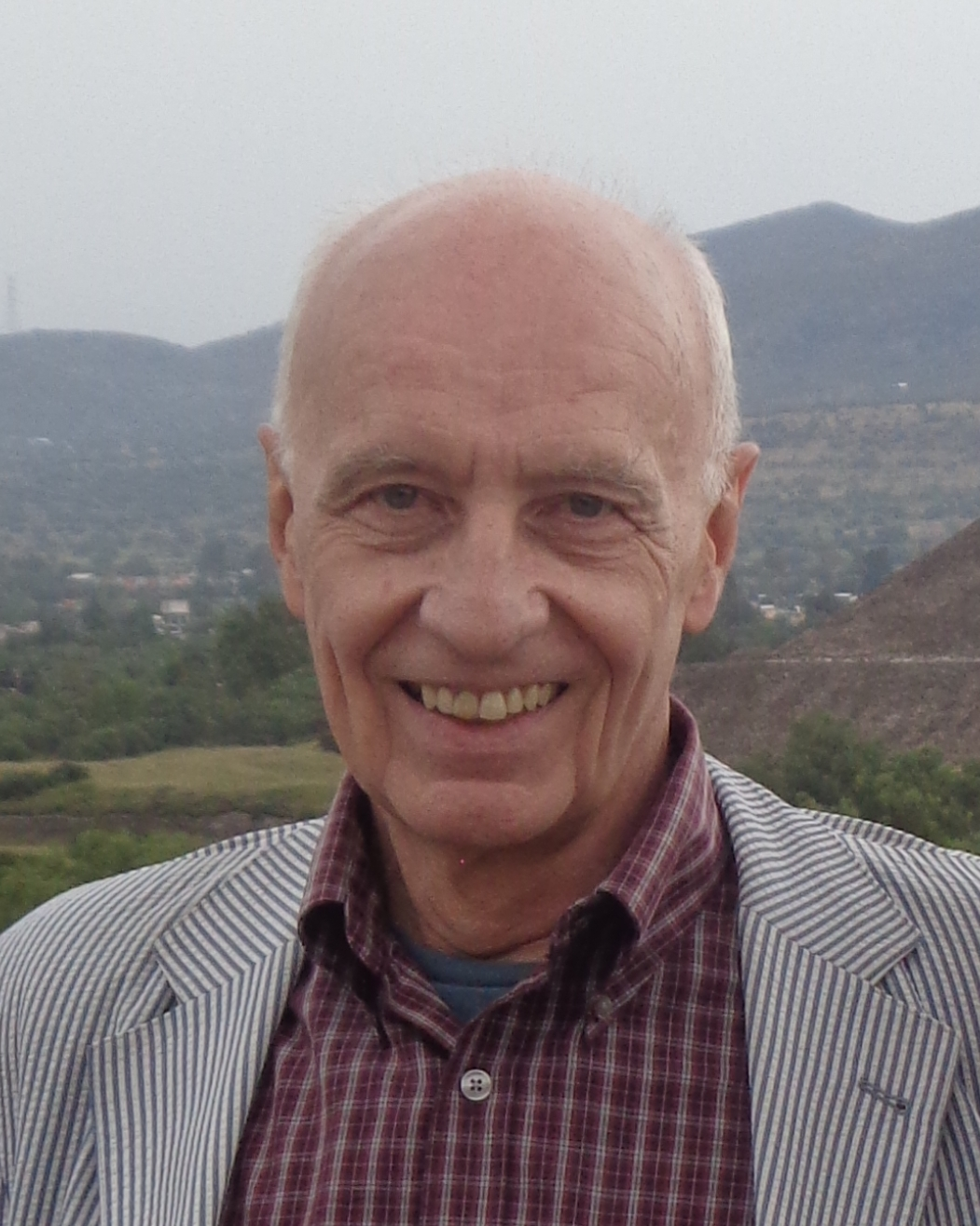
Christian Feest, 2015

Christian Fenimore Feest (* 20. Juli 1945 in Broumov, Tschechoslowakei) ist ein österreichischer Ethnologe.

## Biografie
Christian Feest studierte an der Universität Wien und promovierte dort im Jahre 1969 über das Thema „Virginia Algonkin 1570-1703. Ethnohistorie und historische Ethnographie“ (die Arbeit ist nur maschinenschriftlich vorhanden). Er habilitierte sich im Jahre 1980 an der Universität Wien mit einer Arbeit über „Trinken und Trunkenheit im indianischen Nordamerika. Zur Frage der sozialen und kulturellen Aspekte des Alkoholgenusses“. Vor diesem Hintergrund wurde er bald zu einem führenden Kenner der nordamerikanischen Indianer.
Von 1987 bis 2007 war er Herausgeber des Review of Native American Studies. Er arbeitete zunächst als Mitarbeiter am Museum für Völkerkunde in Wien, wurde dann Professor für Völkerkunde Nordamerikas an der Universität Frankfurt am Main. Von 2004 bis 2010 leitete er das Museum für Völkerkunde in Wien und lehrte an der Universität Wien. Christian Feest hat zwei Brüder, Johannes Feest und Gerhard Gleich.

## Werke (Auswahl)
als Autor
- Frederick Weygold. Künstler und Erforscher nordamerikanischer Indianer. ZKF Publishers, Altenstadt 2017, ISBN 978-3-9818412-1-3 (zusammen mit C. Ronald Corum)
- Die Macht des Schicksals, oder: Zufall oder Notwendigkeit. Wie ich zur Ethnologie kam (oder sie zu mir). In: Paideuma 60, S. 7–23 (2014).
- Beseelte Welten. Die Religionen der Indianer Nordamerikas. Herder, Freiburg/B. 2003, ISBN 3-451-28186-4 (Kleine Bibliothek der Religionen; 9).
- The Powhatan Tribes, Chelsea House, New York 1990, ISBN 0-7910-0395-7
- The Art of War. Thames & Hudson, London 1980, ISBN 0-500-06010-X.
- Native Arts of North America. Thames & Hudson, London 1980, ISBN 0-500-18179-9 (2. Auflage 1992).
- Das rote Amerika. Nordamerikas Indianer. Europa-Verlag, Wien 1976, ISBN 3-203-50577-0.

als Herausgeber
- Regenwald. Konrad Theiss Verlag, Darmstadt 2015, ISBN 978-3-8062-2799-4 (zusammen mit Christine Kron)
- Der altmexikanische Federkopfschmuck. ZKF Publishers, Altenstadt 2012. ISBN 978-9811620-5-9 (zusammen mit Sabine Haag, Alfonso de Maria y Campos, Lilia Rivero Weber)
- Indianer. Ureinwohner Nordamerikas. Lokschuppen, Rosenheim 2011, ISBN 978-3-00-033347-7
- Sitting Bull und seine Welt. Kunsthistorisches Museum, Wien 2009, ISBN 978-3-85497-153-5
- Three Centuries of Woodlands Indian Art. ZKF Publishers, Altenstadt 2007, ISBN 978-3-9811620-0-4 (zusammen mit J. C. H. King)
- Premières Nations, Collections Royales. Réunion des Musées Nationaux – Musée du quai Branly, Paris 2007, ISBN 978-2-9151-3345-5
- Indian Times. Nachrichten aus dem roten Amerika. Selbstverlag, Altenstadt 2002, ISBN 3-00-009869-0 (Katalog zur gleichnamigen Ausstellung 9. November 2002 bis 31. August 2003 Museum der Weltkulturen Frankfurt/M.)
- Hauptwerke der Ethnologie (= Kröners Taschenausgabe. Band 380). Kröner, Stuttgart 2001, ISBN 3-520-38001-3 (zusammen mit Karl-Heinz Kohl).
- Kulturen der nordamerikanischen Indianer. Könemann, Köln 2000, ISBN 3-8290-0500-8
- Technologie und Ergologie in der Völkerkunde, Bd. 1. 4., gänzlich überarbeitete Aufl. Reimer, Berlin 1999 (zusammen mit Alfred Janata).
- Indians and Europe. Rader, Aachen 1987 (Reprint: Lincoln, NE 1999: University of Nebraska Press)